# Maria Werkenthin
Maria Wiktoria Werkenthin (ur. 21 lutego 1901 w Kordelówce, zm. 2 lutego 1944 w KL Auschwitz) – polska lekarka radiolożka, przez większą część kariery zawodowej związana ze Szpitalem Wolskim w Warszawie, członkini polskiego ruchu oporu w czasie II wojny światowej, więźniarka i ofiara niemieckiego nazistowskiego obozu koncentracyjnego Auschwitz.

## Życiorys

### Młodość i edukacja
Urodziła się 21 lutego 1901 roku w Kordelówce na Podolu. Była trzecim z czworga dzieci Ottona Werkenthina i jego małżonki Alojzy z Kimensów. Jej ojciec był z pochodzenia Niemcem (synem pierwszego dyrektora Gazowni Warszawskiej), natomiast matka była Angielką, pochodzącą z rodziny „pionierów przemysłu cukrowniczego”. Oboje rodzice urodzili się na ziemiach polskich, a swoje dzieci wychowywali w poszanowaniu dla polskiej tradycji, historii i kultury. W domu Werkenthinów mówiono przede wszystkim po polsku.
W 1909 roku rodzina przeniosła się do Kijowa, gdzie ojciec znalazł pracę w jednym z banków. Maria uczęszczała początkowo do miejscowego gimnazjum luterańskiego. Od 1916 roku pobierała natomiast nauki w prywatnym gimnazjum A. Duczyńskiej. Poznała w mowie i piśmie cztery języki obce: niemiecki, rosyjski, francuski i angielski. Ukończywszy szkołę średnią ze złotą odznaką, podjęła studia na Wydziale Budownictwa Politechniki Kijowskiej. Wkrótce przeniosła się jednak na Cesarski Uniwersyt Kijowski Świętego Włodzimierza‎, gdzie rozpoczęła studia na Wydziale Medycznym. Na skutek wojny i rewolucji znalazła się w trudnej sytuacji materialnej. Aby kontynuować studia, musiała podejmować dodatkowe prace fizyczne (w ogrodnictwie).
W 1921 roku, nie bez trudności, rodzina Werkenthinów opuściła opanowaną przez bolszewików Ukrainę i przeniosła się do odrodzonej Polski. Na Uniwersytecie Warszawskim Maria wznowiła przerwane studia medyczne. Ukończyła je w 1925 roku, uzyskując tytuł doktora wszech nauk lekarskich.

### Okres międzywojenny
W czasie studiów i bezpośrednio po ich ukończeniu odbywała staż w Klinice Chorób Wewnętrznych prof. Antoniego Gluzińskiego. Postanowiła specjalizować
się w radiologii. Wpływ na tę decyzję miało m.in. zdiagnozowanie gruźlicy u jej siostry Anny.
Specjalizację rozpoczęła w 1926 roku w Szpitalu Ujazdowskim w Warszawie pod kierunkiem doktora Witolda Zawadowskiego. Znajomość języków obcych umożliwiła jej korzystanie z zagranicznej literatury fachowej, a także odbycie kilku staży zagranicznych, w tym u światowej sławy austriackiego specjalisty Guido Holzknechta. W konsekwencji specjalizację uzyskała już w 1927 roku.
W tym samym roku rozpoczęła samodzielną pracę jako radiolog w Przychodni Przeciwgruźliczej przy ul. Miodowej w Warszawie. W 1929 roku została kierowniczką Pracowni Radiologicznej w Szpitalu Wolskim. Stanowisko to piastowała do 1943 roku. W krótkim czasie przekształciła kierowaną przez siebie pracownię jeden z wiodących ośrodków radiologicznych w kraju. Jej zasługą było m.in. wprowadzenie nowych metod diagnostycznych (bronchografia, tomografia liniowa). W dodatku pod jej kierownictwem powstało w Szpitalu Wolskim jedno z najlepszych polskich archiwów radiologicznych.
Jednocześnie razem z dr. Witoldem Zawadowskim prowadziła prywatny gabinet radiologiczny przy rogu ulic Poznańskiej i Hożej. Była inicjatorką utworzenia Stacji Odmy Sztucznej przy ul. Miodowej 23 (prowadziła tam gabinet rentgenowski).
Opublikowała 12 prac naukowych, m.in. na łamach „Gruźlicy” i „Polskiego Przeglądu Radiologicznego”. Za najważniejszą uchodzi jej praca opublikowana na łamach „Medycyny”, poświęcona cieniowi trójkątnemu zasercowemu, w której jako pierwsza na świecie wykazała, że jest to dolny płat płucny marski lub niedodmowy płat dolnego płuca lewego – nie zaś wysięk opłucnej śródpiersiowej, jak dotychczas sądzono. Była autorką rozdziału o radiodiagnostyce płuc w podręczniku o gruźlicy. Pisała też podręcznik radiodiagnostyki układu oddechowego, którego nieukończony rękopis zaginął podczas powstania warszawskiego.
Była członkiem założycielem Polskiego Towarzystwa Badań Naukowych nad Gruźlicą, sekretarzem zarządu głównego Polskiego Lekarskiego Towarzystwa Radiologicznego oraz zastępcą prezesa Warszawskiego Koła Radiologów. Należała również do Towarzystwa Lekarskiego Warszawskiego. Ponadto od 1927 roku była sekretarzem redakcji „Polskiego Przeglądu Radiologicznego”.
Prowadziła wykłady i ćwiczenia na kursach ftyzjatrycznych i radiologicznych organizowanych w Szpitalu Wolskim. Prowadziła wykłady z radiodiagnostyki płuc podczas corocznych kursów organizowanych przez Polskie Lekarskie Towarzystwo Radiologiczne, a także wykładała na kursach dla lekarzy organizowanych przez Polski Związek Przeciwgruźliczy i Wydział Lekarski UW. Uczestniczyła w licznych krajowych i międzynarodowych sympozjach i zjazdach, w tym w Paryżu (1931), Sztokholmie, Zurychu (1934) i Chicago (1937).

### II wojna światowa
We wrześniu 1939 roku pozostała w oblężonej Warszawie. Wraz z innymi pracownikami Szpitala Wolskiego niosła pomoc rannym żołnierzom oraz cywilnym ofiarom niemieckich nalotów i ostrzału artyleryjskiego. Wykonywała w razie potrzeby zarówno obowiązki lekarskie, jak i pielęgniarskie. W dodatku pomagała dyrekcji szpitala w sprawach organizacyjno-administracyjnych. Gdy szpital znalazł się pod ostrzałem, urządziła dla pacjentów sale w jego suterenach. Ryzykując życiem, udała się do płonącej i ostrzeliwanej Wojskowej Składnicy Sanitarnej na Powązkach, aby zabrać stamtąd potrzebne szpitalowi materiały opatrunkowe. W uznaniu zasług Komisarz Cywilny przy Dowództwie Obrony Warszawy Stefan Starzyński odznaczył ją oraz doktor Janinę Misiewicz (p.o. dyrektora szpitala) Krzyżem Walecznych.
W czasie niemieckiej okupacji odmówiła podpisania volkslisty; podobnie uczynili pozostali członkowie jej rodziny. Nadal pracowała w Szpitalu Wolskim jako kierownik Pracowni Radiologicznej. W 1940 roku uruchomiła w Szpitalu Wolskim pracownię rentgenoterapii dla chorych na raka płuc. Ponadto zorganizowała spółdzielnię szpitalną, która udzielała wsparcia pracownikom szpitala będącym w trudnej sytuacji materialnej. Zainwestowała w nią niemal wszystkie posiadane oszczędności.
Jednocześnie była zaangażowana w różne formy działalności konspiracyjnej. Uczestniczyła w tajnym nauczaniu medycyny. Przygotowywała spreparowaną dokumentację medyczną, wykorzystywaną następnie przy zabiegach o zwolnienie więźniów z Pawiaka. Uczestniczyła też w akcji przekazywania więźniom leków i grypsów. To prawdopodobnie za jej sprawą do Szpitala Wolskiego przyjęto umierającego Jana Bytnara ps. „Rudy”, uwolnionego przez kolegów z Szarych Szeregów w akcji pod Arsenałem. W jej gabinecie zorganizowano pewnego razu tajną naradę kierownictwa Delegatury Rządu na Kraj. Była współpracowniczką Komitetu Porozumiewawczego Lekarzy Demokratów i Socjalistów.
Była również zaangażowana w niesienie pomocy żydowskim lekarzom oraz ich rodzinom. Według Mariana Drozdowskiego i Jerzego Lubicz-Chojnowskiego, to ona kierowała całością działań związanych z pomocą Żydom, które prowadzono w Szpitalu Wolskim. Ten pierwszy podaje, iż „często w szpitalu pod jej opieką przebywało kilkanaście osób pochodzenia żydowskiego, przerzucanych po kilku dniach do rodzin lub zakonów ukrywających Żydów”.

### Aresztowanie i śmierć
9 września 1943 roku została przypadkowo aresztowana przez niemiecką żandarmerię w lesie pod Wolą Pękoszewską, gdy składała wiązankę na mogile Andrzeja Zawadowskiego – syna prof. Witolda Zawadowskiego, żołnierza Armii Krajowej ps. „Gruby”, poległego w akcji pod Czarnocinem. Trafiła najpierw do więzienia w Łowiczu, skąd następnie przeniesiono ją na Pawiak. Przyjaciele i współpracownicy podejmowali zabiegi, by ją wykupić, jednakże bezskutecznie.  W transporcie z 4 października 1943 roku została deportowana do obozu koncentracyjnego KL Auschwitz.  Transport dotarł do miejsca przeznaczenia następnego dnia. Maria Werkenthin otrzymała obozowy numer 64 514.
Gdy przebywała na tzw. kwarantannie, Niemcy ogłosili, że poszukują specjalistów w dziedzinie radiologii. Ochotnikom obiecywano szczególnie dobre warunki pracy. Nie zgłosiła się jednak, obawiając się, że zostanie zmuszona do asystowania przy pseudomedycznych eksperymentach. Ostatecznie zgłosiła się do pracy w ambulatorium szpitala w obozie kobiecym Birkenau, gdzie w miarę ograniczonych możliwości starała się nieść pomoc chorym i rannym więźniarkom. Z powodzeniem zabiegała, by jak największą ich liczbę przyjmowano na „rewir”, gdzie mogły zaznać krótkotrwałego wytchnienia. Wśród towarzyszek znana była z koleżeństwa i ofiarności. 
Zimą 1943/44 roku zachorowała na tyfus, którego epidemia szerzyła się wtedy w obozie. Dzięki wcześniejszemu przyjęciu szczepionki Weigla przechodziła chorobę stosunkowo łagodnie, jednakże jej stan psychiczny zaczął gwałtownie się pogarszać. 2 lutego 1944 roku rzuciła się na druty pod napięciem elektrycznym, po czym została dobita strzałami strażników.
Jej symboliczny grób znajduje się na cmentarzu ewangelicko-augsburskim przy ul. Młynarskiej w Warszawie.

## Upamiętnienie
Jej imieniem nazwano Pracownię Radiologiczną w Szpitalu Wolskim (ob. Instytut Gruźlicy i Chorób Płuc). Ponadto w szpitalnym holu znajduje się poświęcona jej płaskorzeźba projektu Ludwiki Nitschowej.
12 grudnia 1947 roku została pośmiertnie odznaczona Krzyżem Oficerskim Orderu Odrodzenia Polski.